# جامعة توسون
جامعة توسون هي جامعة عامة في توسون بولاية ماريلاند. تأسست عام 1866 كأول مدرسة تدريب للمعلمين في ماريلاند، وهي جزء من نظام جامعة ماريلاند. ومنذ تأسيسها تطورت الجامعة حتى أصبحت تضم ثماني كليات فرعية يدرس فيها أكثر من 20,000 طالب. يقع حرمها الجامعي الذي تبلغ مساحته 329 فدانًا في مقاطعة بالتيمور بولاية ماريلاند على بعد ثمانية أميال شمال وسط مدينة بالتيمور. تعد جامعة توسون واحدة من أكبر الجامعات العامة في ولاية ماريلاند ولا تزال تخرج أكبر عدد من المعلمين من أي جامعة في الولاية.
1. ↑  نظام بيانات التعليم ما بعد الثانوي المتكامل، QID:Q6042926
2. ↑   https://web.archive.org/web/20240120073011/https://secure.aacu.org/iMIS/AACUR/Membership/MemberListAACU.aspx. اطلع عليه بتاريخ 2024-01-20. {{استشهاد ويب}}: |url= بحاجة لعنوان (مساعدة) والوسيط |title= غير موجود أو فارغ (من ويكي بيانات) (مساعدة)
3. ↑   https://web.archive.org/web/20240120080233/https://acememberdirectory.azurewebsites.net/. اطلع عليه بتاريخ 2024-01-20. {{استشهاد ويب}}: |url= بحاجة لعنوان (مساعدة) والوسيط |title= غير موجود أو فارغ (من ويكي بيانات) (مساعدة)